# Arica
Arica je lučki grad u sjevernom Čileu. Grad pripada regiji Arica i Parinacota i provinciji Arica. Poznat je kao "grad vječnog proljeća". 

## Povijest
Arica je izvorno dio Perua, ali je nakon Rata na Pacifiku i Ugovora iz Ancona postao dio Čilea.

## Zemljopis
Grad se nalazi u sjevernom Čileu samo 18 km južno od granice s Peruom.

## Stanovništvo
Prema popisu stanovništva iz 2002. Arica obuhvaća površinu od 4,799.4 km2 (1.853 četvornih km) i ima 185.268 stanovnika (91.742 muškaraca i 93.526 žena). Od tog broja, 175.441 (94,7%) živi u urbanim područjima i 9.827 (5,3%) u ruralnim područjima. Stanovništvo se povećalo za 8,8% (14.964 osoba) između popisa 1992. i 2002. godine. Arica je dom za 97,7% od ukupnog stanovništva u regiji.

## Vanjske poveznice
|  | Zajednički poslužitelj ima još gradiva o temi Arica |

- Službene stranice (šp.)